# Mapa político

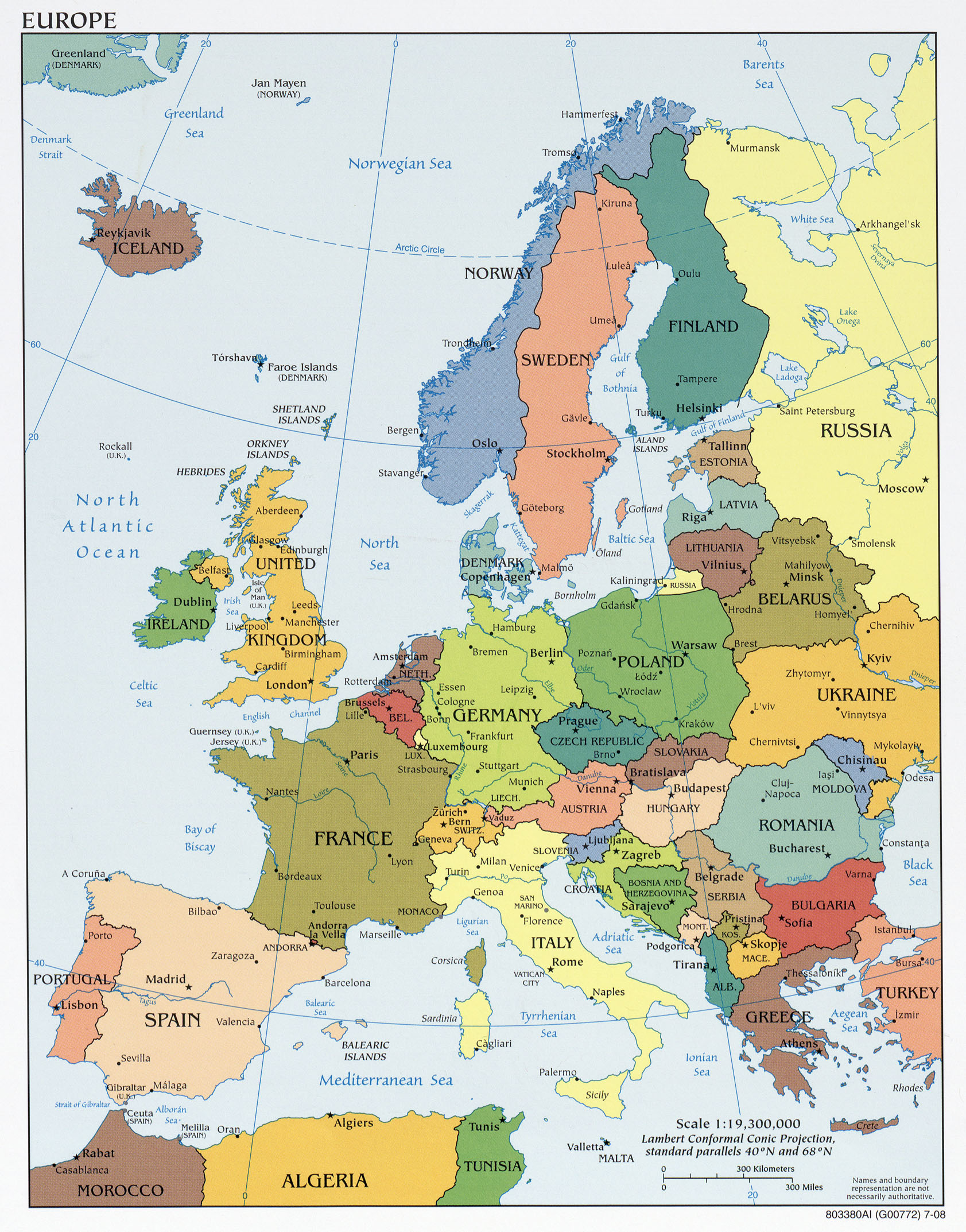
Mapa político da Europa (2008)

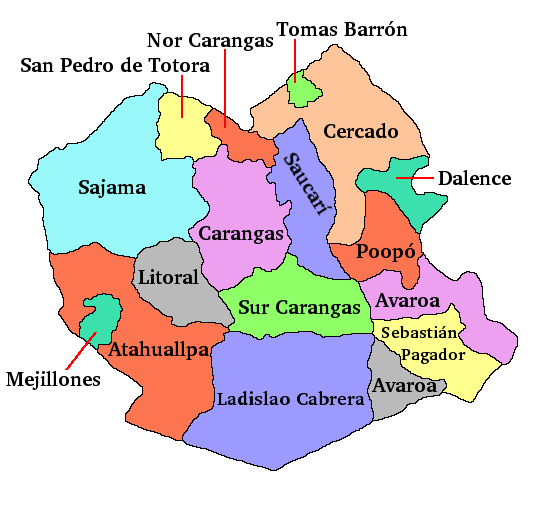
Mapa político do departamento de Oruro na Bolívia

Um mapa político serve para indicar a divisão administrativa de países, estados, províncias e cidades. O mapa-múndi político, por exemplo, mostra o planeta Terra dividido em países. Nos mapas políticos, além de mostrar a divisão dos países, estados etc., também é mostrado o nome destes locais. Neste tipo de mapa, as capitais (tanto dos países quanto dos estados) ganham um destaque maior. Mapas políticos apresentam também fronteiras entre países.